# Luchtvaart van A tot Z

## A
ACAZ -
Clément Ader -
Adria Airways -
aerobatics -
Aegean Airlines -
aerodynamica -
Aeroflot -

Aero Airlines -
Aérospatiale -

Aer Lingus -
AH-64 Apache -
Airlinair -

Air Berlin -

Airbus -
Airbus A300 -
Airbus A310 -
Airbus A318 -
Airbus A319 -
Airbus A320 -
Airbus A321 -
Airbus A330 -
Airbus A340 -
Airbus A350 -
Airbus A380 -
Aircraft Classification Number -

Air France -
Air France-vlucht 447 -
Air Holland -

Alexander Schleicher GmbH & Co -
Alitalia -
Amsterdamsche Club voor Zweefvliegen -

Antonov -
Oleg Antonov -
Arado -
Aresti -

ATIS -

Austrian Airlines -

Automatische piloot -
Aviolanda -
AVRO RJ-100

## B
B-2 Spirit -
B-52 Stratofortress -
ballon -
Bengaluru International Airport -
Van Berkel -
Wet van Bernoulli -
Billing and settlement plan -
Black Hawk -
Louis Blériot -
John Block -
Boeing -
Boeing 707 -
Boeing 717 -
Boeing 727 -
Boeing 737 -
Boeing 737-800 -
Boeing 747 -
Boeing 757 -
Boeing 767 -
Boeing 777 -
Boeing 787 -
Bombardier -
Bommenwerper -
Ludwig Bölkow -
Breguet -
British Aerospace -
Brussels South Charleroi Airport -
Hein van der Burg

## C
Carley's Aeroplanes -
Joop Carley -
Cessna -
Boeing CH-47 Chinook -
Charleroi Airport -
Chartermaatschappij -
Cobelavia -
Cockpit -
Cockpitvoicerecorder -
Concorde -
Condensspoor -
Condor Flugdienst -
Constellation -
Control Region -
Luc Costermans -
CTR

## D
Marcel Dassault -
Vliegbasis Deelen -
Deltavliegen -
Diamond Aircraft Industries -
Cor P. Dijkman Dulkes -
Distance Measuring Equipment -
DME -
Dornier -
Douglas Aircraft Company -
Douglas DC-3 "Dakota" -
Douglas DC-8 -
Douglas DC-9 -
Lijst van drukste luchthavens -
Hélène Dutrieu

## E
EASA -
Amelia Earhart -
easyJet -
Eerste KLM vlucht naar Nederlands-Indië -
Eindhoven Airport -
Ekranoplan -
Embraer -
EUROCONTROL -
Euro-Enaer -
Eurofighter

## F
F-16 -
FAI -
Henri Farman -
Fairchild - Fédération Aéronautique Internationale -
Flightdatarecorder -
Nicolas Florine -
Fly-by-wire -
Fokker -
Fokker 27 -
Fokker 50 -
Anthony Fokker - Fokker Services

## G
Gasballon -
Glijgetal -
Gloster Meteor -
Groningen Airport Eelde -
Grondsnelheid -
Guldentops

## H
Hamburger Flugzeugbau -
Hawker Hurricane -
Head-up display -
Heinkel -
Ernst Heinkel -
Heinkel He 111 -
Heinkel He 177 -
Helikopter -
Hellingstijgwind -
Heteluchtballon -
Hollandair -
Hollandsche Vliegtuigenfabriek Avia -
Hoogtemeter -
Hub -
Hypoxie

## I
IATA -
IATA-luchthavencode -
lijst van IATA-codes voor luchtvaartmaatschappijen -
ICAO -
ICAO-code -
Instrument flight rules -
Instrument Landing System -
Invalshoek -
Sergej Iljoesjin -
Iljoesjin -
Iljoesjin Il-18 -
Iljoesjin Il-80 -
Iljoesjin Il-86 -
Iljoesjin Il-96 -
IVW

## J
Jachtvliegtuig -
Jetlag -
Joint Strike Fighter -
Junkers

## K
Klaring -
Koninklijke Luchtmacht -
Koninklijke Luchtvaart Maatschappij -
Koolhoven -
Frits Koolhoven -
Kunstmatige horizon -
Kunstvliegen

## L
LACAB -
Hugo Frank Lambach -
Laminaire stroming -
Landingsgestel -
Samuel P. Langley -
Lelystad Airport -
Liège Airport -
Liftkracht -
Otto Lilienthal -
Charles Lindbergh -
Lockheed -
Lockheed Martin -
Luchtballon -
Luchthaven -
Nationaal Lucht- en Ruimtevaartlaboratorium -
Luchthavenidentificatiecode -
Lijst van luchthavens -
Luchtruim -
Luchtsnelheid -
Luchtvaart -
Luchtvaartcommunicatie -
Luchtvaartmaatschappij -
Luchtvaartnavigatie -
Luchtvaarttechniek -
Luchtverkeersleider -
Luchtverkeersleiding -
Luchtverkeersleiding Nederland -
Lufthansa

## M
Maastricht Aachen Airport -
Mayday -
McDonnell Aircraft -
McDonnell Douglas -
Messerschmitt -
METAR -
Militair Luchtvaart Museum

## N
Nationaal Lucht- en Ruimtevaartlaboratorium -
Nationale Vliegtuig Industrie -
NDB -
Nederlandse Automobiel- en Vliegtuig Onderneming -
Nederlands Lucht- en Ruimtevaartcentrum -
Robert Noorduyn -
Non-directional beacon -
no-flyzone -
NOTAM -
Northrop

## O
Omdraaitijd -
Luchthaven Oostende -
Overtrek

## P
Pander -
Papieren vliegtuigje -
Parachute -
Parapente -
Passagiersvliegtuig -
Pattist-Walraven -
Pavement Classification Number -
Piloot -
Pitotbuis -
Pitts Special -
Albert Plesman

## R
Radar -
Radio Direction Finder -
Raketmotor -
Rallyvliegen -
Ramjet -
Alfred Renard -
Renard -
Reyneker -
Richtingsroer -
Beatrix de Rijk -
Roer -
Rolroer -
Rotterdam Airport

## S
Saab -
SABCA -
Alberto Santos-Dumont -
SAS Snowflake -
Satco Air -
Schiphol -
Scramjet -
Scandinavian Airlines -
Schempp-Hirth Flugzeugbau GmbH -
Schietstoel -
Separatie -
Igor Sikorsky -
Single European Sky (SES) -
SITA -
Sleepvliegtuig -
Theo Slot -
SMGCS -
Snelheidsmeter -
Soechoj -
Spanwijdte -
Spoiler -
Sportvliegtuig -
Stampe en Vertongen -
Star Alliance -
Startbaan -
Steward -
Straaljager -
Straalmotor -
Stuurautomaat -
Subsonisch -
Supermarine Spitfire -
Supersonische snelheid -
Syrian Air

## T
TACAN -
Ted -
Terminal Control Area
Terreinklaring -
Thermiek -
Tipsy -
Tolvlucht -
Transmissometer -
Transponder -
Toepolev -
Turbofan -
Turboprop -
Turbulente stroming -
Turn coördinator -
Twente Airport -
T-staart

## U
U-2 -
UH-60 Black Hawk

## V
Variometer -
Verboden gebieden voor vliegtuigen -
Vereinigte Flugtechnische Werke -
Verkeerstoren -
VHF Omnidirectional Range station -
Visual flight rules -
Vleugel -
Vliegbasis -
Vliegbasis Deelen -
Vliegbasis Eindhoven -
Vliegbasis Twenthe -
Vlieghoogte -
Vliegniveau -
Lijst van luchtvaartongevallen -
Vliegopleiding -
Vliegrally -
Vliegtuig -
Vliegtuig Industrie Holland -
Lijst van vliegtuigbouwers naar land van herkomst -
Vliegtuigmotor -
Vliegtuigramp Tenerife -
Vliegtuigstreep -
Vliegveld -
Vliegverbod -
Lijst van vliegvelden in Afrika -
Lijst van vliegvelden in Azië -
Lijst van vliegvelden in Europa -
Lijst van vliegvelden in Zuid-Amerika -
Vogels en vliegtuigen -
VOR -
Vreeburg

## W
Laurens Walraven -
Widebody -
Henri Wijnmalen -
Winglet -
Wright

## X Y Z
Zeilvliegen -
Zeppelin -
Graf von Zeppelin -
Zogturbulentie -
Zweefvliegen -
Zweefvliegtuig